# Талла, Владимир
Владимир Талла (чеш. Vladimír Talla; род. 3 июля 1973, Острава) — чешский шахматист, международный гроссмейстер (2010).
Бронзовый призёр чемпионата Чехии 2009 г.
В составе команды «Labortech Ostrava» бронзовый призёр командного чемпионата Чехии 2006 / 2007 гг.
В составе сборной IPCA участник шахматной олимпиады 2004 г.

## Изменения рейтинга
| Графики недоступны из-за технических проблем. См. информацию на Фабрикаторе и на mediawiki.org. |